# パウル・シャルナー
パウル・シャルナー（Paul Josef Herbert Scharner, 1980年3月11日 - ）は、オーストリア・ニーダーエスターライヒ州シャイブス出身の元サッカー選手。元オーストリア代表。現役時代のポジションはDF・MF。

## 経歴

### クラブ
7歳の時母国・オーストリアのクラブ、SVgプルクスタールでサッカーを始める。
現AKAザンクト・ペルテンを経て1996年FKアウストリア・ウィーンに移籍する。
1999年4月24日、SVリート戦においてオーストリア・ブンデスリーガデビューを果たす。
2002-03シーズン、FKアウストリア・ウィーンでオーストリア・ブンデスリーガ優勝、オーストリア・カップ優勝の2冠を達成する。また、オーストリア代表としても不動のセンターバックになる。
2004年レッドブル・ザルツブルクでプレーした後、同年8月ノルウェーのSKブランに移籍し、同年のノルウェー・カップ優勝に貢献する。
2005年、ファン投票による年間最優秀選手に選ばれる。
2005年12月22日、3年半の契約でプレミアリーグのウィガン・アスレティックFCに移籍する。
2006年1月10日、EFLカップのアーセナルFC戦においてデビューし、決勝点となる得点を記録する。同年1月31日のエヴァートンFCとの試合でリーグ戦初得点を決める。プレミアリーグで得点を決めたのはオーストリア人としては2人目であった。
昇格間もないチームにおいてハードなディフェンスを披露し、見事残留に貢献した。
2010年8月30日、ウィガン・アスレティックFCとの契約満了に伴いウェスト・ブロムウィッチ・アルビオンFCにフリーで移籍した。
2012年8月初め、ドイツ・ブンデスリーガに属するハンブルガーSVに2年契約で移籍する。
2013年1月末、ウィガン・アスレティックFCにレンタル移籍する。同年のFAカップで優勝に貢献。
2013年9月に一旦は現役を退いたものの、2019年1月オーストリア5部リーグのSCメルクでカムバックし、11試合に出場1得点を記録する。

### 代表
2002年4月17日のカメルーン戦でオーストリア代表デビューを果たした。2006年夏、「この国は弱すぎてプレーできない」と暴言を吐き、オーストリアサッカー協会・ヨーゼフ・ヒッケルスベルガー監督（当時）・チームメイトなどと対立して代表引退を表明した。しかし、EURO2008終了後の2008年8月、カレル・ブリュックナー監督（当時）就任後は、招集に応じ、代表引退を撤回している。

## 代表歴
- オーストリア代表

A代表初出場 2002年4月17日 カメルーン代表戦

## タイトル
クラブ
FKアウストリア・ウィーン
- オーストリア・ブンデスリーガ 2002-03
- オーストリア・カップ 2003
- オーストリア・スーパーカップ 2003

SKブラン
- ノルウェー・カップ 2004

ウィガン・アスレティックFC
- FAカップ 2012-13

個人
- SKブラン年間最優秀選手 2005
- ウィガン・アスレティックFC年間最優秀選手 2008